# Пикачу
Пикачу (јап. ピカチュウ, енгл. Pikachu) врста је Покемона, измишљених бића која се јављају у асортиману видео игара, анимираних телевизијских емисија и филмова, игара са картама и стриповима које је лиценцирала компанија Покемон, јапанска корпорација. То је створење која личи на жутог глодара са снажним електричним способностима. У већини вокализованих наступа, укључујући аниме и одређене видео игре, глас му позајмљује Икуе Отани. Пикачу се појављује као једна од главних ликова у анимираном играном филму Покемон: Детектив Пикачу, који се одвија у CGI графици, а глас му позајмљује Рајан Ренолдс.
Изглед Пикачуа је осмислио Ацуко Нишида, а довршио га Кен Сугимори. Пикачу се први пут појавио у видео играма Pokémon Red и Pokémon Green у Јапану, а касније у првим Покемон видео играма за међународно тржиште  и , направљене првобитно за Гејм бој.
Пикачу је један од најпознатијих врста Покемона, највећим дијелом јер је Пикачу средишњи лик аниме серије Покемон. Пикачу се сматра главним ликом франшизе Покемон, као и његовом маскотом и посљедњих година је икона јапанске поп културе. Такође је једна од главних маскота Нинтенда.

## Концепт и дизајн
Серијал Покемон, којег је развио Гејм фрик и објавио Нинтендо, почео је у Јапану 1996. године и садржи неколико врста бића, а играчи, познати као „тренери”, се подстичу да их хватају, тренирају и користе за борбе са Покемонима других играча или за интеракцију са свијетом игре. Пикачу је био један од неколико различитих дизајна Покемона која је осмислио тим за развој ликова Гејм фрика. Умјетник Ацуко Нишида је био главна особа задужена за Пикачуов дизајн, који је касније довршио умјетник Кен Сугимори. Према продуценту серијала Сатошију Таџирију, име је изведено из комбинације два јапанска звука: пика, звук који ствара електрична искра, и чу, звук који ствара миш. Упркос поријеклу имена, Нишида је дизајн Пикачуа из прве генерације, посебно образе, засновао на изгледу вјеверица. Развичај играра Џуничи Масуда истакао је да је име Пикачуа било једно од најтежих за стварање, због напора да буде допадљиво и јапанској и америчкој публици.
Са висином од 40 центиметара, Пикачу је био први створени Покемон „електричног типа”, а његов дизајн је имао за циљ да се врти око концепта електричне енергије. Изгледају као пика животиње које имају кратко, жуто крзно са смеђим траговима која прекривају леђа и дијелове њиховог репа у облику муње. На образима имају зашиљене уши са црвеним врховима и црвене кружне кесице на образима, из којих избија електрицитет.